# مسجد حاجي أوزبك
مسجد حاجي أوزبك ((بالتركية: Hacı Özbek Camii)‏) مسجد تاريخي عثماني في إزنيق، تركيا.

## المسجد
مسجد حاجي أوزبك (1333) في إزنيق، الذي كان أول مراكز الفن العثماني الهامة.

## وصلات خارجية
- حاجي أوزبك الحديث, Archnet